# غاري ديفيدسون
غاري ديفيدسون (بالإنجليزية: Gary Davidson)‏ هو محامي أمريكي، ولد في 13 أغسطس 1934.